# Marco Scacchi
Pour les articles homonymes, voir Scacchi.
Marco Scacchi (né vers 1602 à Gallese, dans l'actuelle province de Viterbe, alors dans les États pontificaux et mort dans la même ville le 7 septembre 1662) est un compositeur et un théoricien italien de musique baroque. On estime sa date de mort aux alentours de 1685-1687.

## Biographie
Marco Scacchi étudia sous la direction du compositeur italien Giovanni Francesco Anerio.
En 1623, il entra au service de Sigismond III de Pologne à Varsovie. En 1626, il devient un musicien de la cour royale et fut nommé maître de chapelle en 1628 pour enseigner la musique.  Il conserva cette charge sous Ladislas IV Vasa et Jean II Casimir Vasa, et l'exerça jusqu'en 1649. Ladislas IV Vasa, mécène des arts et de la musique qui soutint de nombreux musiciens tels que Marco Scacchi, fit construire une salle de spectacle au Palais royal de Varsovie où seront représentés opéras et ballets, et dans laquelle Marco Scacchi exerça ses talents musicaux. En 1649, Scacchi dut retourner à Gallese pour des raisons de santé, pour autant, il continuera à enseigner et y demeura jusqu'à sa mort. Parmi ses élèves, Angelo Berardi cite son maître, plus tard dans un de ses ouvrages Document armonici (1687).
Il compose nombre de pièces : musique de chambre, 4 messes, 15 madrigaux, des chorals pour 4 à 8 voix, 3 motets ainsi que de la musique sacrée.